# 込山龍哉
込山 龍哉（こみやま　たつや、1996年9月22日 - ）は、神奈川県秦野市出身の、日本の柔道選手。階級は73kg級。身長172cm。血液型はB型。組み手は右組み。得意技は背負投。

## 経歴
柔道は4歳の時に始めた。相洋中学3年の時には全国中学校柔道大会の60kg級で3位になった。相洋高校へ進むと、1年の時には全日本カデの66kg級で2位となった。2年の時には全日本カデの決勝で神港学園高校1年の阿部一二三に有効で敗れて再び2位にとどまった。3年の時にはインターハイの準決勝で敗れ3位となった。2015年には東海大学へ進学すると、2年の時には全日本ジュニアで2位となった。3年の時には体重別の準決勝で大学の5年先輩であるパーク24の橋本壮市に小内刈で敗れるも3位となった。続く東アジア選手権で国際大会初優勝を飾った。大会後には「ここからがスタート。今年が勝負の年と思っているので、出場する大会は全て優勝を狙っていきたい。そして東京五輪で夢を叶える」と語った。4年の時には学生体重別で3位になった。2019年4月からはウルフ・アロンと同職である学校法人了徳寺大学職員の所属となった。

## 戦績
- 2011年 -　全国中学校柔道大会　3位　60kg級

66kg級での戦績
- 2012年 -　全日本カデ　2位
- 2012年 -　アジアユース 2位
- 2013年 -　全日本カデ　2位

73kg級での戦績
- 2014年 -　全国高校選手権　5位
- 2014年 -　インターハイ　3位
- 2016年　- 全日本ジュニア　2位
- 2017年 -　体重別　3位
- 2017年　- 東アジア選手権　個人戦　優勝　団体戦　3位
- 2018年 -　学生体重別　3位

(出典、JudoInside.com)